# Eteltyda
Eteltyda, Aedilthyda, Edilthruda, Æthelthida (żyła w VIII wieku) – królowa Nortumbrii, żona króla Etelwalda Molla, późniejsza ksieni w bliżej niesprecyzowanym klasztorze.
Imię Eteltydy znane jest dzięki zachowanym listom mnicha Alkuina, które do niej wysłał. Nie ma żadnych informacji na temat pochodzenia Eteltydy. Wiadomo, że w 762 roku poślubiła Etelwalda Molla i urodziła mu syna Etelreda. 
W 796 roku Alkuin wysłał do Eteltydy list z kondolencjami po śmierci jej syna. Królowa była wówczas opatką w klasztorze (Alkuin nazywa ją Najukochańszą siostrą w Chrystusie i matką). Nie wiadomo, czy wstąpiła do zakonu dobrowolnie, czy też została do tego zmuszona, jak jej mąż.